# Barthélemy-Catherine Joubert
Barthélemy-Catherine Joubert (14. dubna 1769 v Pont-de-Vaux, Francie – 15. srpna 1799) byl francouzský revoluční generál.

## Životopis
Joubert studoval v Dijonu práva. Když však vypukla revoluce vstoupil roku 1791 jako dobrovolník do pěšího praporu a s ním v rýnské armádě postupoval v hodnostech, takže již roku 1792 byl poručíkem. Roku 1793 však při Col di Tenda jako kapitán alpské armády po boji upadl do sardinského zajetí, ale byl krátce nato propuštěn. V dalším roce byl jmenován generálním pobočníkem italské armády a postupoval v hodnostech, tak že ještě téhož roku byl plukovníkem a začátkem roku 1796 po bitvě u Loana (22.–24. listopadu 1795) brigádním generálem.

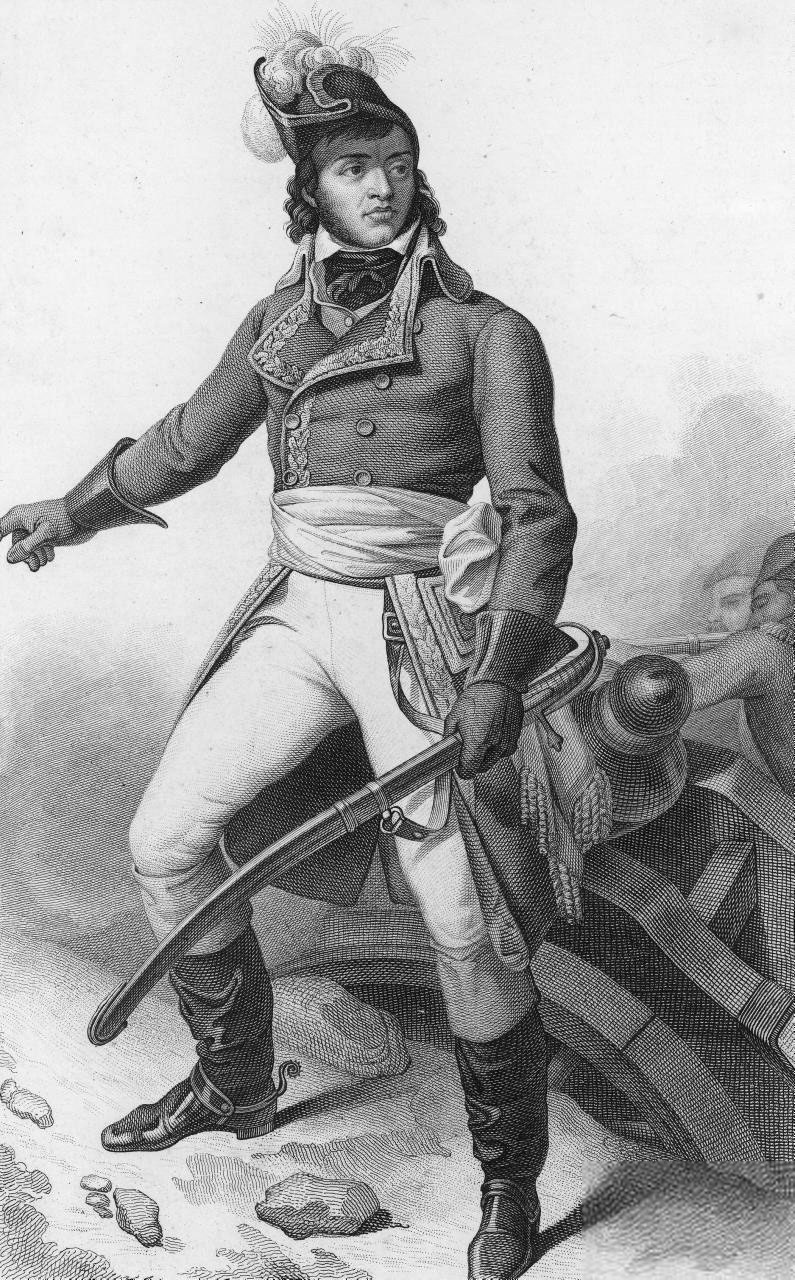
Generál Barthélemy Catherine Joubert

V prvním italském tažení generála Bonaparte (1796–1797) upoutal na sebe pozornost vrchního velitele svou statečností a taktickou zralostí. Proto byl roku 1797 povýšen do hodnosti divizního generála. Vyznamenal se při obsazení Mantovy (Mantua, 2. února 1797)) a v bitvě u Rivoli (14. ledna 1797). Po obsazení Trenta (Tridentu) zaútočil odtud v čele tří divizí (20. března 1797) do Tyrol, prošel za neustálých bojů Etschské údolí a u Villachu se opět spojil s hlavní armádou (8. dubna 1797). Poté pobyl krátký čas na velitelských postech v Holandsku a v Mohuči, ale v říjnu roku 1798 byl jmenován po generálu Brunem vrchním velitelem italské armády. Obsadil Turín a všechny opěrné body v Piemontu, přinutil sardinského krále k abdikaci a plánoval vyhlášení Piemontu i Toskany republikami, což mu direktorium zakázalo.
Joubert odjel roztrpčen do Paříže, kde byl Sieyesem a jeho příznivci získán pro plán svržení direktoria pod vedením generála. Proto byl jmenován na Moreauovo místo vrchního velitele v horní Itálii. Těsně před odjezdem k armádě vstoupil do svazku manželského se Zephyrine de Montholon a velitelskou funkci převzal v prvních dnech srpna 1799. Ihned po nástupu do funkce byl vystaven útokům spojených armád rusko-rakouských pod velením Suvorova. Tomu se postavil Joubert ve výhodném postavení u Novi 15. srpna 1799. Již v prvních hodinách, kdy francouzská armáda dobře odolávala útokům Rusů byl Joubert při obhlídce předních linií zastřelen nepřátelskou kulkou. Jeho mrtvola byla odvezena do Toulonu a ve Fort Lamalgue pohřbena. Od té doby nese budova jméno Fort Joubert.
Jeho vdova se roku 1801 stala manželkou generála (pozdějšího maršála) Macdonalda.